# Distretto di Herne-Mitte
Il distretto di Herne-Mitte (in tedesco Stadtbezirk Herne-Mitte, lett.: «Herne centro») è uno dei distretti in cui è suddivisa la città tedesca di Herne.

## Geografia antropica
Il distretto di Herne-Mitte si divide nei quartieri (Stadtteil) di Baukau-Ost, Herne-Mitte, Herne-Süd e Holsterhausen.